# Infiniti Q45
O Q45 é um sedan de porte grande, fabricado pela Infiniti, divisão de luxo da Nissan, entre 1989 e 2006, com foco principal no mercado americano. Foi baseado no Nissan President e teve como maiores concorrentes o Acura Legend e o Lexus LS, ambos das concorrentes nipônicas Honda e Toyota, respectivamente. Nos Estados Unidos, foi substituído pelo Infiniti M, de classe menor, porém com mesmo público-alvo.